# Morris Tanenbaum
Morris Tanenbaum (* 10. November 1928 in Huntington, West Virginia; † 26. Februar 2023 in New Providence, New Jersey) war ein US-amerikanischer Chemiker und Manager, bekannt für Beiträge zur Halbleiterfertigung und Bipolartransistor-Entwicklung.

## Leben und Werk
Tanenbaum erwarb 1949 seinen Bachelor-Abschluss in Chemie an der Johns Hopkins University und wurde 1952 an der Princeton University in Physikalischer Chemie promoviert. Danach war er ab 1952 an den Bell Laboratories in der Chemieabteilung, wo er an Einkristall-Halbleitern forschte, zunächst an Germanium. William Bradford Shockley setzte ihn auf das Problem an, Silizium-Transistoren zu entwickeln. Nach einem Jahr gelang ihm in Zusammenarbeit mit Ernest Buehler die Entwicklung des ersten Silizium-Transistors (demonstriert Januar 1954), den Bell Labs aber geheim hielt. Wenige Monate später gelang dies auch Gordon Teal bei Texas Instruments, die den ersten Siliziumtransistor auf den Markt brachten. 1954/1955 entwickelte Tanenbaum mit Calvin S. Fuller und anderen das Gasdiffusionsverfahren zur Dotierung der Halbleiter, das der zuvor verwendeten Dotierung in der Schmelzphase überlegen war. 1956 war er an der Entwicklung des Mesatransistors auf Basis von Silizium, gemeinsam mit Charles A. Lee, beteiligt.
Als Shockley Bell Labs verließ, machte er auch Tanenbaum ein Angebot mitzugehen, dieser blieb aber bei Bell Labs. Er leitete die Gruppe, in der Gene Kunzler Magnete hoher Feldstärke mit Supraleitern entwickelte und leitete von 1962 bis 1964 ein Labor in der Abteilung elektronische Geräte (Solid State Development Laboratory), das für Geräte außerhalb des Halbleiterbereichs zuständig war (wie Festkörperlaser, Magnetspeicher). Von 1964 bis 1968 war er Direktor für Forschung und Entwicklung bei Western Electric, von 1968 bis 1972 Vizepräsident der Abteilung Ingenieurwesen und von 1972 bis 1975 zuständig für Herstellung im Bereich Transmission Equipment. Ab 1976 hatte er wieder Managementpositionen bei ATT und den Bell Labs. Von 1978 bis 1980 war er Präsident der New Jersey Bell Company, 1980 Executive Vice President Administration bei ATT (und in dieser Zeit in der Zerschlagung des Telefonkonzerns aufgrund der Anti-Trust-Gesetze involviert) und von 1984 bis 1986 CEO und Vorstandsvorsitzender von ATT Communications. Von 1986 bis 1988 war er Vice Chairman Finance und 1988 bis 1991 zusätzlich Chief Financial Officer der ATT Corporation.
Er wurde 1972 Vizepräsident und Mitglied der National Academy of Engineering, 1969 Fellow der American Physical Society, 1970 IEEE Fellow und 1990 Mitglied der American Academy of Arts and Sciences. Er ist Mitglied der MIT Corporation auf Lebenszeit und mehrfacher Ehrendoktor. 1984 erhielt er die IEEE Centennial Medal.